# Электропоезд
Электропо́езд (разг. электри́чка) — разновидность неавтономного моторвагонного подвижного состава, получающего энергию, как правило, от внешней контактной сети с помощью специальных токоприёмников верхнего токосъёма.
Электропоезда в основном используются в железнодорожном пригородном и ближнем междугородном сообщении, а также как городской поезд. В отличие от других типов тягоподвижного состава, они способны быстро разгоняться и тормозить на коротких перегонах между станциями, относительно малошумны и не загрязняют окружающую среду, что очень важно в густонаселённых районах. Кроме того, электропоезда применяются в высокоскоростном пассажирском сообщении.
Помимо железной дороги, особые электропоезда (как правило с нижним токосъёмом от контактного рельса) используются в метрополитене, а также на монорельсовом транспорте.

## Составность
Электропоезд формируется из моторных (выполняющих функцию тяги) и прицепных вагонов. Тележки моторных вагонов снабжены тяговыми электродвигателями, также на этих вагонах как правило размещают большую часть электрооборудования. В целях снижения веса моторных вагонов часть оборудования с них может быть размещена на прицепных вагонах, включая как первичное токоведущее и преобразующее оборудование (токоприёмники, трансформаторы, выпрямители), так и вспомогательное — например,
компрессоры (получение сжатого воздуха для тормозной системы, подъёма токоприёмников, открывания-закрывания дверей, пневмоконтакторов и других систем), аккумуляторные батареи, преобразователи напряжения и так далее. Вагоны электропоезда с кабинами управления называются головными. Пассажиры могут размещаться во всех вагонах электропоезда.
Минимальная составная единица комплектования, содержащая весь комплекс оборудования, называется секцией.
В некоторых электропоездах каждый вагон имеет кабину управления или по умолчанию закрытый резервный пульт управления в салоне и может быть использован как головной — например, многие отечественные электропоезда метрополитена начиная с А и кончая Еж-3 формировались только из головных вагонов с кабинами управления, большая часть которых использовалась в роли промежуточных.
Однако существуют электропоезда локомотивной тяги, в которых всё силовое и тяговое оборудование сосредоточено в одном или двух головных моторных вагонах, которые не имеют мест для перевозки пассажиров или грузов и технически представляют собой односторонние однокабинные электровозы. Отличием от полноценных электровозов является то, что при этом они унифицированы с промежуточнымм вагонами по конструкции, дизайну и габаритам и предназначены только для совместной эксплуатации с ними в составе электропоезда, и поэтому как правило не имеют отдельного обозначения серии (возможность эксплуатации с другими типами вагонов зачастую затруднена из-за специфической конструкции межвагонных сцепных устройств, переходов и электрических соединений). Такой головной вагон-электровоз принято называть «тяговой головой». Такую схему имеют многие высокоскоростные электропоезда, такие как французские TGV, немецкие ICE1/ICE2, испанские Talgo 250/350/AVRIL, итальянские ETR500, шведские X2000, американские Acela Express, корейские KTX-I и KTX-Sancheon, китайские DDJ1, DJJ1, DJJ2, CR200J и другие; аналогичную компоновку имеют узкоколейные электропоезда Новоафонской пещеры ЭП «Турист» и Эп-563. Промежуточные вагоны в составе таких поездов являются как правило безмоторными, однако в некоторых случаях отдельные вагоны могут оснащаться тяговыми двигателями, питающимися от оборудования головных вагонов, как например у TGV Sud-Est, TGV TMST и V150. Особым случаем является британский электропоезд APT-P класса 370, который имеет два непассажирских промежуточных моторных вагона, подобных средним бустерным секциям многосекционных электровов.
И также, в широком смысле, к электропоездам локомотивной тяги могут быть отнесены составы типа «тяни-толкай», где вместо головного вагона используется полноценный электровоз (одиночный или секция), применяемый в обычной эксплуатации со сцепляемыми пассажирскими либо грузовыми составами. В составе такого электропоезда может быть использована как головная секция многосекционного электровоза с одной кабиной управления, так и одиночный электровоз с двумя кабинами управления. Электровозы могут быть прицеплены как с обеих сторон поезда (обычно в этом случае используются секции двухсекционных электровозов), так и с одной (может использоваться как секция так и двухкабинный одиночный электровоз, а с другой стороны сцепляется промежуточный прицепной вагон). В странах западной и центральной Европы, особенно в Германии, широко распространена практика формирования поездов локомотивной тяги типа «тяни-толкай» из одиночного двухкабинного электровоза и нескольких прицепных вагонов с головным вагоном с кабиной управления в хвосте поезда, при этом в некоторых случаях головной вагон имеет кабину управления, идентичную по конструкции кабине сцепляемого электровоза. В некоторых случаях создаются специализированные односторонние однокабинные электровозы, по концепции близкие к тяговым головам электропоездов, но классифицирующиеся как отдельные локомотивы. В одних случаях такие электровозы имеют высокую степень унификации с вагонами (например швейцарские Re 450, эксплуатируемые только в составе двухэтажных поездов DPZ и имеющие багажное отделение с межвагонным переходом в задней части), в других они могут эксплуатироваться с вагонами разных типов и/или иметь принципиально отличную от вагонов конструкцию кузова и габариты (например электровозы Класса 9, используемые для вождения автомобильных поездов-шаттлов в Евротоннеле, значительно уже и ниже вагонов и имеют иной дизайн). В некоторых случаях асимметричные электровозы выполняются двухкабинными, что позволяет им эксплуатироваться как обычные локомотивы, но при этом основная кабина имеет обтекаемую форму, а резервная — спрямлённую форму для улучшения аэродинамики, и на практике используется редко (такую конструкцию имеют британские электровозы Класс 91, используемые для вождения поездов InterCity 225). В России в малом количестве формировались составы локомотивной тяги ЭД1, ЭД4ДК и «Урал» из двух секций серийных грузовых электровозов ВЛ80С или ВЛ10, между которыми вцеплялись прицепные вагоны, унифицированные с вагонами серийных электропоездов ЭР2/ЭР9 и ЭД4/ЭД9; серийные электровозы при этом подверглись небольшой переделке — были добавлены системы управления освещением и отоплением вагонов, открывания дверей.
Для сцепления вагонов между собой на железных дорогах стран, входивших в СССР, используется, в основном, автосцепка СА-3, что обеспечивает взаимозаменяемость секций и возможность транспортировки отдельных секций маневровым локомотивом. На многих современных электропоездах наземных железных дорог и электропоездах метрополитена также широко распространены автосцепки Шарфенберга, которые автоматизируют процесс соединения пневматических магистралей и электрических цепей управления. Автосцепки Шарфенберга устанавливаются спереди головных вагонов, что также позволяет нескольким электропоездам автоматически сцепляться в один состав для эксплуатации по системе многих единиц, с другой стороны, на железных дорогах наличие автосцепок Шарфенберга спереди усложняет процесс сцепления поездов с другим подвижным составом (например, локомотивами при транспортировке) ввиду необходимости сцепления через переходник. Отдельные электропоезда снабжаются и другими видами сцепок (автосцепка Джаннея, винтовая стяжка). Между вагонами многих современных электропоездов часто устанавливаются беззазорные сцепные устройства специальной конструкции, отличные от сцепных устройств спереди головных вагонов. Такие электропоезда, как правило, представляют собой единый машинный комплекс, который в разных вагонах содержит разное оборудование, и поэтому не может эксплуатироваться с иной составностью, не предусмотренной производителем, и расцепке в обычных условиях не подлежит.

## Конструкция

### Механическая часть
Механическая часть вагона содержит кузов, тележки, ударно-тяговые приборы и тормозное оборудование. В отличие от электровозов и тепловозов с электрической трансмиссией, тяговые электродвигатели (далее ТЭД) электропоездов выполнены самовентилируемыми (то есть их охлаждение обеспечивается вентиляторами, находящимися непосредственно на оси электродвигателя, в то время как на электровозах и тепловозах используются отдельные мотор-вентиляторы, или вентиляторы с механическим приводом от дизельного двигателя в старых тепловозах).
Вход пассажиров в вагоны осуществляется через дверные проёмы по бокам. Большинство современных электропоездов имеют автоматические двери, управление которыми осуществляется с пульта машиниста, самые старые электропоезда и электропоезда узкоколейных линий могут иметь ручные двери. Двери по конструкции могут быть раздвижными, прислонно-сдвижными или поворотными и приводятся в действие пневматическим либо электрическим приводом. По высоте двери могут быть рассчитаны на выход только на высокие платформы, расположенные примерно на уровне пола вагона над тележками на высоте порядка 900—1400 мм от уровня головки рельса в зависимости от линии, только на низкие платформы, расположенные на высоте порядка 200—600 мм от уровня головки рельса (у низкопольных электропоездов), или иметь комбинированные двери с лестницами и фартуками для выхода на оба вида платформ.
В большинстве случаев каждый вагон опирается на две индивидуальные для каждого вагона тележки, однако значительная часть моделей электропоездов имеет сочленённые тележки, которые располагаются между двумя вагонами поезда и конструктивно увязаны с межвагонным переходом, а у некоторых электропоездов отдельные вагоны или секции имеют тележки только с одной стороны, а с другой опираются на раму соседнего вагона или секции через специальный механизм сочленения. В подавляющем большинстве случаев тележки электропоездов — двухосные, однако некоторые электропоезда с вагонами малого веса имеют одноосные тележки, такие как промежуточные вагоны электропоездов Talgo с системой смены ширины колеи или узкоколейные электропоезда с короткими вагонами. У моторных вагонов тяговые двигатели чаще всего установлены на обеих тележках, но встречаются электропоезда с вагонами, у которых только одна из двух тележек является моторной. На моторных тележках обычно устанавливают тяговые электродвигатели с рамной подвеской. Для обеспечения более плавного движения и смягчения толчков тележки имеют двойное рессорное подвешивание.

### Электрическая часть
Электропоезда классического исполнения получают энергию от контактного провода или контактного рельса с помощью токоприёмников. Токоприёмники могут размещаться как на моторных, так и прицепных вагонах, в последнем случае питание передаётся в моторный вагон через межвагонные электрические кабели. Наиболее распространённым видом токосъёма является верхний токосъём с подвешенного над железнодорожной линией контактного провода с помощью токоприёмников в форме пантографа или полупантографа. На линиях метрополитена для подвода энергии чаще используется нижний боковой либо межрельсовый контактный рельс, от которого электропоезд получает питание через токоприёмники в форме выступающих полозьев, при этом расположение токоприёмника относительно рельса также может различаться. В большинстве случаев используется однофазный токосъём, однако существуют и линии трёхфазным токосъёмом, где электропоезда используют токоприёмники специальной конструкции для раздельного контакта с несколькими проводами или контактными рельсами.
Некоторые модели электропоездов оборудованы тяговыми аккумуляторами, позволяющими им в течение непродолжительного времени эксплуатироваться на участках без контактной сети; подзарядка аккумуляторов осуществляется при работе электропоезда на электрифицированных участках. Такие электропоезда, получившие название контактно-аккумуляторных (например, контактно-аккумуляторный электропоезд ЭР2А6), не получили широкого распространения.
В 2017 году компания Byron Bay в Австралии создала электропоезд, получающий энергию от солнечных батарей, расположенных на крышах его вагонов и на промежуточных станциях. В солнечную погоду состав может двигаться, не прибегая к другим источникам энергии; для работы в пасмурную погоду также предусмотрены аккумуляторы.
Электрооборудование электропоездов зависит от рода тока (электропоезда постоянного тока, переменного тока, двухсистемные), типа тяговых двигателей (коллекторные, асинхронные), наличия или отсутствия электрического торможения.
В основном электрическое оборудование электропоездов схоже с электрооборудованием электровозов. Однако, в отличие от электровозов, на большинстве моделей электропоездов оно размещено под кузовом и на крышах вагонов для увеличения пассажирского пространства, салонное пространство, как правило, занимают лишь несколько шкафов с электроаппаратурой (за исключением электропоездов локомотивной тяги и электропоездов с моторными вагонами локомотивного типа). Принципы управления двигателями электропоездов примерно те же, что и на электровозах. В отличие от электровозов, процесс разгона электропоезда частично автоматизирован: переключение пусковых резисторов (или отводов тягового трансформатора на электропоездах переменного тока) происходит автоматически под управлением реле ускорения, пока не будет достигнута одна из четырёх ходовых позиций. А на электровозах (за исключением современных моделей с микропроцессорным управлением) все несколько десятков позиций переключаются вручную, поворотом ручки контроллера машиниста.
Электросекция — группа, состоящая из моторных и прицепных электровагонов, часто неразъёмная в эксплуатации и управляемая по системе многих единиц. Несколько сцепленных между собой электросекций образуют электропоезд. Первые электросекции (например С) могли эксплуатироваться как самостоятельные подвижные единицы, однако со временем в ряде стран стали выпускать электросекции, которые могли эксплуатироваться лишь в сцепе с другими электросекциями (в СССР это было сделано начиная с ЭР1). Стоит отметить, что электросекции числятся как тяговые единицы и именно по ним ведётся учёт электропоездов, независимо от того, могут ли электросекции работать по отдельности или нет.
Примеры компоновки электросекций (П — прицепной вагон, М — Моторный вагон):
- П + М + П (электросекции С)
- М + П (ЭР1, ЭР2 и т. д.)
- М + П + М (предусмотрено на ЭТ2)
- М + М (ЭР200)

## История

### СССР и Россия
Первой транспортной системой в России, использующей электропоезда должна была стать Оранэла, которая планировалась к запуску в 1914—1915 годам. Однако из-за Первой мировой войны и последовавшей революции проект не был завершён. Тем не менее в 1920 году Оранэла была запущена как экспериментальная линия пригородного сообщения в составе Северо-западных железных дорог, в качестве подвижного состава использовались модернизированные (увеличенные по размеру кузова) вагоны из Риги производства фирмы Феникс (в будущем РВЗ — ведущий советский производитель электропоездов), они получили обозначение МС-Ф. Однако по вместимости вагонов, их количеству в составе и напряжению сети (такое же как и в городском трамвае — 600 В) они занимали промежуточное место между электропоездом и городским трамваем.
В СССР первые электропоезда начали эксплуатироваться в 1926 году на линии Баку — Сабунчи — Сураханы (постоянный ток, напряжение 1200 В). Для строительства этой дороги был разобран и перевезён практически готовый участок Оранэлы от Стрельны до Ораниенбаума. Специальные электропоезда (на фото), первые в истории СССР, были построены на Мытищинском заводе с использованием электрооборудования австрийской фирмы «Elin», также поставленное для Оранэлы до революции.
3 августа 1929 года началось движение электропоездов серии С на линии Москва — Мытищи (постоянный ток, напряжение 1500 В). С 1937 по 1958 гг. советские электропоезда серии С работали как на напряжении 1500 В, так и на 3000 В, переключение электрооборудования на другое напряжение происходило на станциях стыкования. В 1950-х гг. почти все электропоезда постоянного тока серии С с напряжения 1500 В были переведены на напряжение 3000 В. Электропоезда в основном состояли из трёх вагонов — двух головных прицепных и одного моторного промежуточного, часть поездов состояла из двух головных (моторного и промежуточного) вагонов. Поезда могли эксплуатироваться по системе многих единиц, собираясь в шестивагонные и девятивагонные составы. Двери этих электропоездов открывались вручную и в большинстве своём имели выходы на низкие платформы, а некоторая часть — только на высокие. Позднее была выпущена опытная партия электропоездов СН, у которых впервые были применены автоматические наружные двери.
В дальнейшем в СССР все электропоезда серийно выпускал Рижский вагоностроительный завод в сотрудничестве с Рижским электромашиностроительным и Калининским вагоностроительным заводами (все поезда серии ЭР). Выпуск начался в конце 1950-х годов с поездов ЭР1 на постоянное напряжение 3000 В и ЭР7 для начавшихся внедряться участков с переменным напряжением 25 000 В. В начале 1960-х годов начали выпускать ЭР2 (постоянного тока) и ЭР9 (переменного тока). Эти электропоезда принципиально отличались от предшественников серий С и формировались из двухвагонных электросекций, каждая из которых включала моторный и прицепной вагон, по принципу изменяемого числа вагонов в составе, а эксплуатация двух и более поездов по системе многих единиц не предусматривалась. Также поезда имели новые кабины, оборудование и автоматические раздвижные двери. Конструкционная скорость всех этих поездов — 130 км/ч.

Поезда ЭР2 и ЭР9 стали самыми распространёнными на железных дорогах СССР и послужили конструктивной основой для большинства последующих моделей электропоездов, выпускавшихся в СССР и России, в том числе и поезда других заводов. Позднее были выпущены модификации с рекуперативно-реостатным торможением — ЭР2Р/ЭР2Т и ЭР9Т.
В 1960—1970-е годы РВЗ выпускались четырёхвагонные электропоезда с вагонами увеличенной длины и тремя входными дверями на вагон, способные работать по системе многих единиц — ЭР10 и ЭР22 (а также модификации ЭР22М и ЭР22В) постоянного тока и ЭР11 переменного тока. Головные вагоны этих поездов были моторными с токоприёмником, а промежуточные — прицепными. Поезда ЭР22 и ЭР11 нумеровались как восьмивагонные и фактически представляли собой сцеп из двух четырёхвагонных электропоездов с единым номером по СМЕ. Все они были оснащены электрическим торможением. Также заводом была выпущена партия из двух высокоскоростных электропоездов ЭР200 для линии Москва — Ленинград.
В 1990-х годах после распада СССР производство электропоездов было освоено на Демиховском и Торжокском заводах. В Демихове был налажен выпуск электропоездов серии ЭД: постоянного тока семейства ЭД2Т/ЭД4 и переменного тока ЭД9 с модификациями различных индексов, являвшихся модификацией ЭР2Т и ЭР9Т с несколько удлинёнными вагонами и тамбурами и новой формой лобовой части. В Торжке был начат выпуск поездов ЭТ, основными моделями стали ЭТ2 и ЭТ2М, конструктивно основанные на ЭР2Т. Новочеркасский электровозостроительный завод также разработал модель электропоезда (ЭН3) и изготовил опытный образец.
С 2007 года на Торжокском вагоностроительном заводе выпускается четырёхвагонный дизель-электропоезд ДТ1. На неэлектрифицированных участках тяговые электродвигатели питаются от двух дизель-генераторных установок, на участках, электрифицированных на постоянном напряжении 3 кВ, получают питание от контактного провода. Дизель-генераторы размещаются под кузовом головных вагонов, на моторном вагоне (с токоприёмником) установлены тележки с тяговыми электродвигателями, один из вагонов — прицепной.
С середины 2000-х годов в России и странах бывшего СССР было принято решение о закупке импортных электропоездов для скоростного и высокоскоростного сообщения. В Россию поступали высокоскоростные электропоезда Velaro RUS производства Siemens в двух модификациях — ЭВС1 для постоянного тока и ЭВС2 двухсистемного питания. На маршруте Санкт-Петербург — Хельсинки стал курсировать двухсистемный скоростной электропоезд Sm6. Для пригородных маршрутов были закуплены двухсистемные электропоезда Siemens Desiro — ЭС1 «Ласточка». Позднее производство аналогичных поездов в модификации постоянного тока ЭС2Г было локализовано в России на заводе Уральские локомотивы.
В настоящее время в России на пригородных и региональных маршрутах эксплуатируются электропоезда постоянного тока серий: ЭР2 (а также модернизированные ЭР2, которым присвоены новые названия ЭМ2, ЭМ2И, ЭМ4, ЭС2, или ЭР2К), ЭР2Р, ЭР2Т, ЭТ2, ЭТ2М,ЭТ4А, ЭД2Т, ЭД4, ЭД4М (и модификации), ЭП2Д, ЭС2Г; электропоезда переменного тока ЭР9, ЭР9П, (а также модернизированные с присвоением индекса ЭМ9) ЭР9Е, ЭР9Т, ЭД9Т, ЭД9М, ЭД9Э. Новейший подвижной состав — электропоезда постоянного тока ЭШ2 и ЭГ2Тв, переменного тока ЭП3Д.

## Электропоезда в культуре
Со времён первого киносеанса братьев Люмьер и по сегодняшней день снятый в определённом ракурсе движущийся в кадре поезд остаётся достаточно выразительным и распространённым художественным элементом кино.

### Электричкинг
Во многих странах мира существует явление безбилетного проезда в электропоездах, которое имеет в России высокий уровень развития. Для избежания билетного контроля в электропоездах безбилетники могут применять различные тактики, самой распространённой из которых является уход от контролёров по составу в направлении их движения с последующим перебеганием по платформе во время остановки в проверенную часть поезда. В настоящее время в России получила развитие субкультура безбилетных пассажиров электричек, объединяющихся в неформальные сообщества. Также в России существует неформальная субкультура «электричкеров» — пассажиров электропоездов, которые практикуют различные техники для обеспечения более удобного проезда на электропоездах или проезда без билета, комплекс которых именуется ими «электричкингом».
С августа 2014 года контролёры получили право проверять билеты, а также выгонять безбилетников из пригородных электричек. Это предусмотрено новыми правилами проезда и провоза багажа на железных дорогах, которые своим приказом утвердило Министерство транспорта РФ.

### Проезд с внешней стороны электропоездов
На ряде железнодорожных линий мира некоторые пассажиры практикуют проезд с внешней стороны электропоездов вне пространства салона (преимущественно на хвостовых кабинах, на крышах и между вагонами), также известный как «трейнсёрфинг», «трейнхоппинг», «зацепинг», или просто «ЗЦПЧ». Хотя данный способ проезда имеет повсеместное распространение и может практиковаться на электропоездах городского, пригородного и дальнего сообщения, наиболее широкое распространение он получил в странах Юго-Восточной Азии на пригородных железнодорожных линиях с перегруженным пассажиропотоком, в особенности в Бангладеш и Индонезии. В России проезд снаружи пригородных электропоездов получил массовое распространение в период лета 2010 года на ряде направлений МЖД в результате аномальной жары и широкомасштабных отмен электропоездов, что привело к резкому увеличению количества пассажиров, практикующих данный способ передвижения и популяризации сообществ любителей трейнсёрфинга в России. На большинстве железных дорог мира проезд с внешней стороны расценивается как нарушение административного законодательства и правил проезда пассажиров, и многие железнодорожные компании совместно с правоохранительными органами принимают меры противодействия данному явлению.

### Обывательские названия
В России и других странах СНГ среди русскоязычного населения популярно разговорное название электропоезда — электричка; хотя это слово применяется и к пригородным поездам неэлектрифицированного подвижного состава: дизель-поездам, рельсовым автобусам, автомотрисам (например, РА-2) и даже к вагонам на локомотивной тяге.
Другое жаргонное название электропоездов — собаки: этот жаргонизм, например, упоминается в песне ДДТ «Ночь Людмила». Происхождение названия, возможно, связано с поговоркой «добраться на собаках»: на пике развития пригородного сообщения на электричках можно было доехать почти до любого крупного города в СССР. В дальнейшем появилась ещё одна аналогия с собакой — связанная с изображением фирменного пса на составах сервисной компании РЭКС, являющейся агентом по обслуживанию пассажиров нескольких пригородных экспрессов и ускоренных пригородных поездов ЭД4М и ЭП2Д в Москве и Московской области. В некоторых регионах России (например, в Ярославской области) долгое время электропоезда по старой традиции всё ещё называли элекросекциями. В Грузинской ССР электропоезда долгое время называли ещё проще — секциями («приехал на секции», «во сколько придёт секция» и тому подобное). Оно не переводилось на грузинский язык, а так и произносилось — «секциа».
В СССР в период застоя существовала загадка, связанная с товарным дефицитом: «Что такое — длинное, зелёное и пахнет колбасой? (ответ: Колбасная электричка)».

### В литературе
- В 1960-е годы и позже была очень популярна песня Д. Тухманова на стихи М. Ножкина «Последняя электричка», написанная в ритме твиста.
- Поездка на электричке составляет основу сюжета поэмы Венедикта Ерофеева «Москва — Петушки».